# Domenica di Passione
La domenica di Passione è la penultima domenica di Quaresima secondo il calendario liturgico del Messale Romano del 1962 e secondo le edizioni precedenti.
È detta anche domenica Iudica dalla prima parola dell'introito nella messa di questo giorno: Iudica me, Deus (Salmo 43,1). Altre particolarità liturgiche prevedono l'omissione della dossologia minore (Gloria Patri) al termine dei salmi che si recitano durante la messa.
Nella revisione di papa Giovanni XXIII del rito romano (1960) a tale domenica fu dato il nome di "prima domenica di Passione", mentre alla Domenica delle palme è stato dato il nome di "seconda domenica di Passione oppure delle palme". In tale revisione, con la I domenica di Passione si iniziava quindi il Tempo di Passione, distinto dal Tempo di Quaresima in senso stretto.
Successivamente alla riforma liturgica del rito romano seguita al Concilio Vaticano II (1969), è stata rimossa la distinzione tra Tempo di Passione e Tempo di Quaresima, per cui a questa domenica è divenuta la "quinta domenica di Quaresima", mentre la domenica successiva è intitolata "Domenica delle Palme: Passione del Signore".
Si prevede in questa domenica l'inizio, a giudizio dell'Ordinario locale, dell'uso di velare la croce e le statue dei santi (vedi Velatio crucis).
Il colore liturgico di questa domenica è il violaceo.